# Allium bilgilii
Allium bilgilii — вид трав'янистих рослин родини амарилісові (Amaryllidaceae), ендемік Туреччини.

## Опис
Стебло вигнуте. Листя жолобчасте, майже голе, довше, ніж суцвіття. Зонтик діаметром 1–3.5 см. Оцвітина завдовжки (6)6.5(7) мм. 

## Поширення
Ендемік Туреччини (південна Анатолія).